# 丁克華
丁克華（1953年10月25日—），臺北市人，中華民國政治人物。財經專業出身，歷任財政部、經濟部要職，曾任金融監督管理委員會主任委員，也是臺北市湖北同鄉會理事。

## 經歷
1972年台北成功高中畢業，考上國立中興大學法商學院財稅系（1998年8月更名為財政系；2000年2月改制為國立台北大學）。1976年畢業後，丁克華考上國立政治大學財政研究所，之後碩士畢業，在就讀碩士期間，遇到林全結為好友。接著當兵、退伍，並考上財政部稅制委員會。結婚後，搬到台北市安和路，接著不斷晉升，曾經擔任過證管會主委；妻子為華南金控總經理羅寶珠。
2016年由林全徵詢7人遭婉拒後的「最後一張牌」，授命擔任金管會主委；2016年10月初，受到兆豐案的影響而下台。2017年3月27日，擔任台灣高鐵獨立董事。

## 榮譽
2003年，榮獲母校國立臺北大學第三屆公共服務類傑出校友。